# Ectodysplasine
Pour les articles homonymes, voir EDA.
L'ectodysplasine-A ou EDA est une protéine membranaire de type II qui appartient à la famille des facteurs suppresseurs de tumeurs et qui agit dans la signalisation entre cellules en particulier dans le développement des organes de l'ectoderme, tels que les glandes sudoripares, les follicules pileux, les ongles ou les dents. Son gène est le EDA situé sur le chromosome X humain.

## En médecine
La mutation du gène entraîne une dysplasie ectodermale avec anhydrose liée à l'X.